# Command & Conquer: Tiberian Dawn
Command & Conquer (anche noto come Tiberian Dawn o Command & Conquer: Tiberian Dawn) è un videogioco strategico in tempo reale di fantascienza del 1995 realizzato da Westwood Studios.
Insieme a Dune 2, anch'esso sviluppato da Westwood Studios, Tiberian Dawn è uno dei capostipiti della serie degli strategici in tempo reale, in quanto ha contribuito a rendere popolare questo genere. Questo gioco ha dato il via alla serie di Command & Conquer.

## Ambientazione
Il videogioco è ambientato tra la metà degli anni 90 e l'inizio del XXI secolo, e presenta lo scontro tra due fazioni: la Global Defense Initiative (chiamata così in ricordo della Strategic Defense Initiative di Ronald Reagan) e la Fratellanza del Nod.
Motivo della lotta tra le due fazioni è il controllo del tiberium, una sostanza di origine extraterrestre in grado di contaminare le piante, altamente tossica per gli esseri viventi.

### Global Defense Initiative
La Global Defense Initiative, o GDI è una organizzazione militare finanziata dalle Nazioni Unite, il cui scopo è proteggere il mondo civilizzato dalle minacce sia del tiberium, di cui tenta di contenere la diffusione, sia del Nod, che colpisce la popolazione con continui attacchi terroristici. Il conflitto tra GDI e Nod non è solo di tipo puramente militare, ma anche psicologico e mediatico: il Nod, infatti, presenta il GDI come un mezzo fondato dai ricchi per mantenere il potere e opprimere il popolo, e non esita a manipolare la stampa per attribuire al GDI i propri attentati. Per colpa proprio di alcuni di questi episodi, nel corso del gioco il GDI si vedrà tagliare i fondi dell'ONU.
Alcune missioni con questa fazione hanno come obiettivo il recupero o il salvataggio di civili.

### La fratellanza del Nod
L'organizzazione conosciuta nel gioco come fratellanza del Nod, o semplicemente Nod, è presentata come una fazione terroristica che si vuole impossessare di tutto il tiberium presente sulla Terra, in cui, dato che è in grado di alterare il DNA, vede un mezzo per il perfezionamento del genere umano.
Questo gruppo è guidato da Kane, un leader carismatico e senza scrupoli che fa il suo ingresso in scena uccidendo il contatto del giocatore con un colpo di pistola a bruciapelo.
Questa fazione è presentata come un misto tra una organizzazione terroristica e una setta religiosa. Il quartier generale, chiamato Tempio del Nod, è situato in una cattedrale a Sarajevo. L'alone di misticismo che avvolge la setta e il suo leader si ritrovano anche nei loro nomi, che hanno dei riferimenti biblici: la pronuncia del nome di Kane è simile (in inglese) a quello di Caino, Nod è il nome del luogo dove fu esiliato dopo aver ucciso Abele, e il contatto del giocatore per la prima parte del gioco si chiama Seth.
La Fratellanza ha un ampio controllo sui mezzi di comunicazione di massa e cerca di influire sui paesi del terzo mondo promettendo un futuro migliore alle popolazioni povere, affermando di essere dalla parte degli oppressi, e di opporsi al GDI poiché protegge ricchi e potenti.

### Il tiberium
Questa sostanza prende il nome dal primo ritrovamento, avvenuto vicino al fiume Tevere, anche se Kane afferma invece che il suo nome derivi da quello dell'imperatore romano Tiberio. Caduto sulla Terra come una serie di meteoriti, si presenta in forma di cristalli verdi, facilmente recuperabili, ma che vanno manipolati con particolari accorgimenti, dato che il tiberium tende ad inglobare minerali e sostanze organiche dal suolo, e quindi a crescere a dismisura; in una sua successiva evoluzione negli anni, diventa alla fine in grado non solo di inglobare altre sostanze, ma anche di trasformarle a loro volta in altro tiberium, diventando quindi ancora più incontrollabile. Questa sostanza è quindi una minaccia, perché è tossico e agisce come un agente contaminante, ma anche una risorsa, dato che nella sua espansione incorpora grandi quantità di sostanze, che possono essere estratte e quindi sfruttate. Anche la sua capacità più pericolosa, ossia alterare il DNA, ad esempio, viene utilizzata dal Nod per potenziare i propri militanti.
Propagandosi come un'infestazione, il tiberium attecchisce più facilmente nei climi temperati ed equatoriali, ed è quindi più presente proprio in quei paesi (principalmente l'Africa) che possono vederlo come unica risorsa economica.

## Profilo tecnico
Il gioco si presenta con una mappa in due dimensioni vista di fronte (non si tratta quindi di una mappa isometrica). Gli edifici del giocatore hanno un'apparenza tridimensionale, con effetti di animazione durante la costruzione.
Le missioni sono collegate da animazioni realizzate in computer grafica e da sequenze filmate con attori reali, quindi la sequenza di animazioni e missioni viene a formare una sorta di "film interattivo", in cui i personaggi si rivolgono direttamente al giocatore, che veste i panni di un comandante: ciò diventerà una delle principali caratteristiche della serie Command & Conquer.
La struttura di gioco si concentra sulla raccolta del tiberium e sulla costruzione di edifici come caserme, fabbriche e centri di ricerca, in modo da poter disporre di unità da combattimento o costruire altri tipi di edifici, secondo un preciso albero tecnologico. Sono presenti anche elicotteri e navi, anche se queste ultime hanno poco spazio nel gioco. Le unità delle due fazioni sono diverse e con caratteristiche che cercano di bilanciarsi a vicenda.
È possibile giocare partite multigiocatore confrontandosi con un massimo di 3 avversari, sfruttando il protocollo IPX, oppure contro un solo avversario umano tramite porta seriale.

## Requisiti di sistema
PC IBM compatibile con almeno
- processore 486 a 33 MHz
- 8 MB di RAM
- scheda video VGA
- MS-DOS 5.0
- 30 MB liberi su Hard disk
- lettore di CD-ROM a doppia velocità
- mouse

## Espansioni e seguiti
Nel 1996 è stata pubblicata una espansione, The Covert Operations, e uno spin-off intitolato Sole Survivor, dotato di una sola modalità multiplayer. Inoltre, il grande successo di Command & Conquer portò allo sviluppo di una intera serie di videogiochi con questo nome, ambientati in un certo numero di universi alternativi.
Il 5 giugno 2020 è stato pubblicato Command & Conquer Remastered Collection, versione dotata di grafica in alta risoluzione, musiche ed effetti sonori migliorati, e contenente le missioni del gioco originale, dell'espansione e quelli esclusivi alle edizioni per console Playstation e Nintendo 64.

## Distribuzione gratuita
Per il dodicesimo anniversario del videogioco l'Electronic Arts proprietaria dei diritti del videogioco ha deciso di rendere disponibile gratuitamente il titolo.